# KOI
KOI（コイ）は、山本修士により1995年に設立され、アメリカ合衆国マサチューセッツ州フレイミングハムに本拠地を置く世界最小高性能オーディオスピーカー・アンプ製造会社である。
日本の輸入総販売元は、株式会社インターヴォイスである。

## KOI Tiger
KOIのスピーカーシステム「KOI Tiger」は、米国バークリー音楽大学との共同研究から開発されている。KOI特許技術による世界最小の超小型スピーカーシステム（約5cm四方の小型スピーカー）でありながら、高音質ハイパワーを出す高性能オーディオである。人間心理音響学から、人に心地よい音、コンサートホールの生演奏を感じることが出来る、原音再生技術に成功している。広く音響エネルギーを分散させるフルレンジ再生ができ、約200人収容のホールでも生演奏と同様の音で、PAスピーカーとしても使用されている。
ラスベガスのコンシューマー・エレクトロニクス・ショーで「KOI Tiger」がイノベーション・アワードを受賞した。

## 沿革
- 1995年 - KOI,Inc. 設立。
- 2001年 - バークリー音楽大学との共同研究を通じ、超小型高音質スピーカーシステムKOI Tiger完成。
- 2001年 - KOI Tiger110セット、バークリー音楽大学で導入。
- 2001年 - ラスベガスのコンシューマー・エレクトロニクス・ショーでKOI Tigerがイノベーション・アワード受賞。
- 2006年11月 - 株式会社KOIマーケティングを通じ日本でテストマーケティング開始。
- 2008年7月 - KOI輸入総販売元株式会社インターヴォイスを通じ日本での一般販売開始。

## 広告塔
ジャズサックスプレイヤーの大西由希子が2012年からKOIイメージキャラクターを務めている。